# Saison 1994-1995 du FC Nantes Atlantique
Chronologie
Saison précédente Saison suivante
La saison 1994-1995 du FC Nantes Atlantique est la 52e saison de l'histoire du club nantais. Le club est engagé dans quatre compétitions : la Division 1 (32e participation), la Coupe de France (52e participation), la Coupe de la Ligue (1re participation) et la Coupe UEFA (8e participation).
La saison 1994-1995 du FC Nantes Atlantique est aussi la 32e saison d'affilée du club en Division 1.
Le FC Nantes Atlantique déploie un jeu dont la qualité impressionne les observateurs. Le club remporte le championnat de France pour la 7e fois, après avoir enchaîné un record de 32 matches sans défaite. Le club propose la meilleure attaque et la meilleure défense. Patrice Loko termine meilleur buteur avec 22 buts, Nicolas Ouédec est 3e avec 18 buts.
En Coupe UEFA, les nantais sont éliminés en quart de finale par le Bayer Leverkusen. À la suite des blessures de leurs trois gardiens (David Marraud, Dominique Casagrande et Éric Loussouarn), les nantais font jouer l'entraîneur des gardiens Jean-Louis Garcia lors du match en Allemagne, perdu 5-1.

## Résumé de la saison
Pour la saison 1994-1995, Suaudeau fait une nouvelle fois confiance à sa jeune équipe et le club en sera bientôt récompensé car la saison est une année de records : 32 matches sans défaite, meilleure attaque (71 buts marqués), meilleure défense (34 buts encaissés), deux places sur le podium des meilleurs buteurs (Patrice Loko premier avec 22 buts, Nicolas Ouédec troisième avec 18 buts, derrière le Havrais Alain Caveglia, 20 buts) et meilleur entraîneur élu en la personne de Suaudeau. Les supporters nantais s'habituent au « tarif maison », c'est-à-dire à voir les Canaris marquer trois buts par match à la Beaujoire, ce qui se produit à dix reprises en dix-neuf matches (dont quatre fois 3-0).
Parmi les moments forts de l'année, la leçon donnée à Saint-Étienne (3-0), une autre leçon donnée sur le même score au Parc des Princes, le match du titre contre Cannes (2-1) et surtout la victoire contre le PSG, champion en titre, le 19 août 1994. Le seul but de la partie est inscrit par Loko à la conclusion d'un mouvement rapide et instinctif, révélateur du travail collectif de l'équipe. « Sur le magnétoscope de nos souvenirs, il convient d'appuyer sur la touche « Stop », à la 18e minute. Sur un long dégagement de Karembeu qui finit en touche, Cauet s'empare du ballon et l'offre vivement à Pedros qui le réclame. Le double une-deux qui s'ensuit avec Loko, le dernier ne touchant même pas le sol, suppose des heures de travail les yeux fermés, aboutit à cette reprise de volée du droit qui finit sur la gauche de Lama. »
Ce collectif se travaille notamment pendant des heures d'efforts dans la « fosse », terrain en dur installé à la Jonelière et entouré de trois murs bétonnés « qui favorisent le jeu rapide, court, à une touche. » L'équipe nantaise s'appuie alors sur des éléments novateurs. D'abord, la présence de milieux récupérateurs comme Jean-Michel Ferri, un profil de joueur qui va se généraliser dans le football des années suivantes, et surtout le travail collectif qui ne laisse pas à un seul joueur la responsabilité de la tâche de récupération. Suaudeau l'affirme : « Je conçois le jeu d'attaque à travers la récupération, voilà un des grands principes du club. » Ensuite, la rapidité, destinée notamment à compenser certaines faiblesses notamment techniques : « techniquement, elle [l'équipe de 1995] était très moyenne, moins forte que 83 par exemple. Et l'option que j'avais choisie, c'était : bon, techniquement, on a des lacunes, mais il faut qu'on surprenne. Et alors, on allait à mille à l'heure. Et ça, c'était très spectaculaire. [...] En 95, techniquement, on était loin du compte, il y en avait quelques-uns qui étaient limités, mais bon, on a joué sur cette vitesse. Dans la pensée, ils ont adhéré à 150%, et dans le domaine athlétique, ce sont des gens qui allaient très vite. »
La saison n'est toutefois pas parfaite. En coupe de France les Canaris sont défaits de manière surprenante par Saint-Leu (National 1), aux tirs au but et en coupe UEFA, handicapés par la blessure de leurs trois gardiens de but (David Marraud, Dominique Casagrande et Éric Loussouarn) remplacés par l'entraîneur des gardiens Jean-Louis Garcia, ils perdent à Leverkusen (5-1) sur un score trop lourd pour être rattrapé à domicile (0-0). Des faux-pas qui n'entachent pas le succès national.

## Effectif et encadrement

### Transferts
| Nom                        | Nationalité | Poste     | Transfert | Provenance/Destination     | Division              |
| -------------------------- | ----------- | --------- | --------- | -------------------------- | --------------------- |
| Arrivées                   |             |           |           |                            |                       |
| Dominique Casagrande       | France      | Gardien   |           | AS Muret                   | National 1 - B (D3)   |
| Éric Loussouarn            | France      | Gardien   |           | FC Nantes rés.             | National 3 - D (D5)   |
| Éric Decroix               | France      | Défenseur |           | Lille OSC                  | Division 1 (D1)       |
| Benoît Cauet               | France      | Milieu    |           | SM Caen                    | Division 1 (D1)       |
| David Garcion              | France      | Milieu    |           | FC Nantes rés.             | National 3 - D (D5)   |
| Départs                    |             |           |           |                            |                       |
| Jean-Christophe Bouteiller | France      | Défenseur |           | Le Mans UC 72              | Division 2 (D2)       |
| Noureddine Naybet          | Maroc       | Défenseur |           | Sporting Clube de Portugal | Primeira Divisão (D1) |
| Anthony Martins            | France      | Milieu    |           | EA Guingamp                | Division 2 (D2)       |
| Stéphane Ziani             | France      | Milieu    |           | SC Bastia                  | Division 1 (D1)       |
| Jean-Louis Lima            | France      | Attaquant |           | Stade lavallois MFC        | Division 2 (D2)       |

## Compétitions officielles

### Division 1
| Date                       | Journée | TV                 | Adversaire               | Lieu | Score | Buteurs du FCNA                            | Class. | Affluence |
| -------------------------- | ------- | ------------------ | ------------------------ | ---- | ----- | ------------------------------------------ | ------ | --------- |
| Vendredi 29 juillet 1994   | J01     | -                  | Olympique lyonnais       | Dom. | 1 - 1 | Loko 52e                                   | 5      | 15.000    |
| Lundi 1er août 1994        | J02     | Canal+             | AJ Auxerre               | Ext. | 2 - 1 | Ouédec 37e, Loko 50e                       | 3      | 9.000     |
| Vendredi 5 août 1994       | J03     | -                  | SM Caen                  | Dom. | 2 - 1 | Ferri 35e, Ouédec 77e                      | 2      | 20.000    |
| Samedi 13 août 1994        | J04     | -                  | Lille OSC                | Ext. | 2 - 1 | Loko 37e, Ouédec 75e (pen.)                | 2      | 7.642     |
| Vendredi 19 août 1994      | J05     | Canal+             | Paris Saint-Germain FC   | Dom. | 1 - 0 | Loko 18e                                   | 1      | 25.000    |
| Samedi 27 août 1994        | J06     | -                  | Montpellier HSC          | Ext. | 2 - 2 | Pedros 33e 60e                             | 1      | 13.431    |
| Mercredi 31 août 1994      | J07     | -                  | Stade rennais FC         | Dom. | 2 - 0 | N'Doram 7e, Ouédec 85e                     | 1      | 31.800    |
| Samedi 10 septembre 1994   | J08     | -                  | FC Martigues             | Ext. | 3 - 3 | Ouédec 8e, Loko 38e 53e                    | 1      | 8.000     |
| Samedi 17 septembre 1994   | J09     | -                  | AS Saint-Étienne         | Dom. | 3 - 0 | Loko 2e, Ouédec 4e, Makelele 18e           | 1      | 30.000    |
| Vendredi 23 septembre 1994 | J10     | -                  | OGC Nice                 | Ext. | 3 - 1 | Pignol 21e, Loko 39e, N'Doram 66e          | 1      | 10.811    |
| Samedi 1er octobre 1994    | J11     | -                  | FC Girondins de Bordeaux | Dom. | 3 - 3 | Pignol 38e, Ouédec 69e, N'Doram 88e (pen.) | 1      | 29.980    |
| Mardi 11 octobre 1994      | J12     | -                  | Le Havre AC              | Ext. | 0 - 0 | -                                          | 1      | 11.252    |
| Vendredi 14 octobre 1994   | J13     | -                  | RC Lens                  | Dom. | 3 - 0 | Loko 21e 49e                               | 1      | 18.000    |
| Samedi 22 octobre 1994     | J14     | -                  | FC Sochaux-Montbéliard   | Ext. | 0 - 0 | -                                          | 1      | 8.000     |
| Vendredi 28 octobre 1994   | J15     | -                  | RC Strasbourg            | Dom. | 3 - 0 | Ouédec 24e 30e (pen.), Makelele 74e        | 1      | 28.000    |
| Samedi 5 novembre 1994     | J16     | -                  | FC Metz                  | Dom. | 3 - 1 | Ouédec 7e, Cauet 58e, Karembeu 71e         | 1      | 20.958    |
| Jeudi 10 novembre 1994     | J17     | -                  | AS Monaco FC             | Ext. | 2 - 2 | Loko 44e, Ouédec 74e                       | 1      | 4.500     |
| Samedi 19 novembre 1994    | J18     | -                  | SC Bastia                | Dom. | 0 - 0 | -                                          | 1      | 19.430    |
| Dimanche 29 novembre 1994  | J19     | Canal+             | AS Cannes                | Ext. | 1 - 0 | Loko 69e                                   | 1      | 12.000    |
| Vendredi 2 décembre 1994   | J20     | -                  | AJ Auxerre               | Dom. | 0 - 0 | -                                          | 1      | 30.000    |
| Samedi 17 décembre 1994    | J21     | -                  | SM Caen                  | Ext. | 2 - 0 | N'Doram 25e, Rival 66e (csc)               | 1      | 19.180    |
| Samedi 7 janvier 1995      | J22     | -                  | Lille OSC                | Dom. | 3 - 0 | Loko 17e 34e 41e                           | 1      | 15.722    |
| Mercredi 11 janvier 1995   | J23     | Canal+             | Paris Saint-Germain FC   | Ext. | 3 - 0 | Loko 35e, N'Doram 60e 73e                  | 1      | 45.266    |
| Mercredi 1er février 1995  | J24     | -                  | Montpellier HSC          | Dom. | 3 - 2 | Ouédec 46e 48e 65e                         | 1      | 15.116    |
| Mercredi 8 février 1995    | J25     | -                  | Stade rennais FC         | Ext. | 1 - 1 | Loko 43e                                   | 1      | 17.549    |
| Samedi 18 février 1995     | J26     | -                  | FC Martigues             | Dom. | 3 - 0 | Loko 23e, Pedros 85e, N'Doram 85e          | 1      | 16.000    |
| Jeudi 23 février 1995      | J27     | Canal+             | AS Saint-Étienne         | Ext. | 1 - 1 | Ouédec 20e                                 | 1      | 15.481    |
| Samedi 4 mars 1995         | J28     | -                  | OGC Nice                 | Dom. | 2 - 1 | Ouédec 39e (pen.), N'Doram 90e (pen.)      | 1      | 19.311    |
| Vendredi 10 mars 1995      | J29     | -                  | FC Girondins de Bordeaux | Ext. | 1 - 1 | Ouédec 67e                                 | 1      | 32.476    |
| Mercredi 22 mars 1995      | J30     | -                  | Le Havre AC              | Dom. | 3 - 2 | Renou 36e 39e, Loko 46e                    | 1      | 18.497    |
| Dimanche avril 1995        | J31     | Canal+             | RC Lens                  | Ext. | 1 - 1 | Capron 45e                                 | 1      | 42.738    |
| Samedi 8 avril 1995        | J32     | -                  | FC Sochaux-Montbéliard   | Dom. | 2 - 0 | N'Doram 62e, Ouédec 73e (pen.)             | 1      | 23.720    |
| Samedi 15 avril 1995       | J33     | -                  | RC Strasbourg            | Ext. | 0 - 2 | -                                          | 1      | 19.534    |
| Samedi 29 avril 1995       | J34     | -                  | FC Metz                  | Ext. | 2 - 0 | N'Doram 53e, Pedros 85e                    | 1      | 17.000    |
| Vendredi 5 mai 1995        | J35     | Canal+             | AS Monaco FC             | Dom. | 3 - 3 | N'Doram 26e, Pedros 29e, Loko 76e (pen.)   | 1      | 34.210    |
| Vendredi 19 mai 1995       | J36     | Canal+             | SC Bastia                | Ext. | 2 - 2 | Karembeu 30e, Loko 41e                     | 1      | 7.000     |
| Samedi 27 mai 1995         | J37     | Canal+ (multiplex) | AS Cannes                | Dom. | 2 - 1 | N'Doram 28e, Karembeu 72e                  | 1      | 34.210    |
| Mercredi 31 mai 1995       | J38     | Canal+ (multiplex) | Olympique lyonnais       | Ext. | 1 - 1 | Loko 29e                                   | 1      | 36.018    |

### Coupe de France
| Date                     | Tour            | Adversaire          | Niveau            | Lieu | Score                 | Buteurs du FCNA        | Affluence |
| ------------------------ | --------------- | ------------------- | ----------------- | ---- | --------------------- | ---------------------- | --------- |
| Dimanche 15 janvier 1995 | 1/32e de finale | US Cluses-Scionzier | National 3-G (D5) | Ext. | 2 - 1                 | Guyot 25e, Decroix 51e | 11.000    |
| Samedi 4 février 1995    | 1/16e de finale | FC Saint-Leu        | National 1-A (D3) | Ext. | 1 - 1, 2-4 aux t.a.b. | Siasia 42e             | 11.000    |

### Coupe de la Ligue
| Date                     | Tour            | TV | Adversaire | Niveau | Lieu | Score      | Buteurs du FCNA                              | Affluence |
| ------------------------ | --------------- | -- | ---------- | ------ | ---- | ---------- | -------------------------------------------- | --------- |
| Mardi 3 janvier 1995     | 1/16e de finale | -  | OGC Nice   | D1     | Ext. | 3 - 0      | N'Doram 31e (pen.), Makelele 41e, Pedros 69e | 3.598     |
| Mercredi 25 janvier 1995 | 1/8e de finale  |    | SC Bastia  | D1     | Dom. | 0 - 1 a.p. | -                                            | 6.000     |

### Coupe UEFA
| Date              | Tour                     | Adversaire               | Niveau                 | Lieu | Score | Buteurs du FCNA                                | Affluence |
| ----------------- | ------------------------ | ------------------------ | ---------------------- | ---- | ----- | ---------------------------------------------- | --------- |
| 13 septembre 1994 | 1/32e de finale - aller  | Rotor Volgograd          | Vysshaya Liga (D1)     | Ext. | 2 - 3 | Ouédec 28e, N'Doram 81e                        | 31.000    |
| 27 septembre 1994 | 1/32e de finale - retour | Rotor Volgograd          | Vysshaya Liga (D1)     | Dom. | 3 - 0 | Ouédec 28e 61e, Loko 75e                       | 25.000    |
| 18 octobre 1994   | 1/16e de finale - aller  | Tekstilchtchik Kamychine | Vysshaya Liga (D1)     | Dom. | 2 - 0 | Ouédec 3e (pen.)                               | 20.000    |
| 1er novembre 1994 | 1/16e de finale - retour | Tekstilchtchik Kamychine | Vysshaya Liga (D1)     | Ext. | 2 - 1 | Ouédec 47e 63e                                 | 1.800     |
| 24 novembre 1994  | 1/8e de finale - aller   | FC Sion                  | Ligue Nationale A (D1) | Dom. | 4 - 0 | Loko 15e, Ferri 33e, N'Doram 54e, Makélélé 82e | 34.210    |
| 8 décembre 1994   | 1/8e de finale - retour  | FC Sion                  | Ligue Nationale A (D1) | Ext. | 2 - 2 | Loko 30e, N'Doram 32e                          | 12.000    |
| 28 février 1994   | 1/4 de finale - aller    | Bayer Leverkusen         | 1. Bundesliga (D1)     | Ext. | 1 - 5 | Ouédec 64e (pen.)                              | 23.000    |
| 14 mars 1995      | 1/4 de finale - retour   | Bayer Leverkusen         | 1. Bundesliga (D1)     | Dom. | 0 - 0 | -                                              | 34.210    |

## Statistiques

### Statistiques collectives
| Compétition       | Débute au tour  | Termine        | Matches joués | Gagnés | Nuls | Perdus | Buts pour | Buts contre | Différence |
| ----------------- | --------------- | -------------- | ------------- | ------ | ---- | ------ | --------- | ----------- | ---------- |
| Division 1        | -               | Champion       | 38            | 21     | 16   | 1      | 71        | 34          | +37        |
| Coupe de France   | 1/32e de finale | 1/16e finale   | 2             | 1      | 0    | 1      | 3         | 2           | +1         |
| Coupe de la Ligue | 1/16e de finale | 1/8e de finale | 2             | 1      | 0    | 1      | 3         | 1           | +2         |
| Coupe UEFA        | 1/32e de finale | 1/4 de finale  | 8             | 4      | 2    | 2      | 16        | 11          | +5         |
| Total             | -               | -              | 50            | 27     | 18   | 5      | 93        | 48          | +45        |